# Ricardo Medina, Jr.
Ricardo Medina, Jr. (Los Ángeles, California; 6 de julio de 1977) es un actor estadounidense de ascendencia puertorriqueña, más conocido por su papel de Cole Evans, el Red Wild Force Ranger, en Power Rangers Wild Force. En 2011 volvió a la franquicia como Deker, un misterioso personaje en Power Rangers Samurai y que aparece en los créditos como Rick Medina. Ganó relevancia tras ser arrestado y encarcelado por el homicidio de su compañero de cuarto en 2015.

## Vida personal
El 1 de febrero de 2015, Medina fue noticia cuando fue arrestado por presuntamente apuñalar fatalmente a su compañero de habitación, Joshua Sutter, de 36 años de edad. Sutter había sido apuñalado en el abdomen con una espada, después de lo cual Medina llamó a la policía. A su llegada al hospital, Sutter fue declarado muerto. El 3 de febrero Medina fue puesto en libertad, pero las investigaciones continuaron. Medina había vivido en el apartamento ubicado en Palmdale, California durante aproximadamente dos meses. 
El 30 de marzo de 2017 fue sentenciado a 6 años de prisión después de admitir su culpabilidad por el homicidio. Según la oficina del fiscal del condado de Los Ángeles, el acto violento en su casa de Green Valley fue supuestamente provocado por una discusión acerca de la novia de Ricardo.
Medina fue representado por el abogado y agente Gar Lester.
El 22 de enero de 2021, se confirmó con base a declaraciones públicas de su excompañero de reparto Jack Guzman, que Ricardo había quedado libre de prisión, tras cumplir 4 de sus 6 años de condena luego de pagar una fianza indefinida de dinero. Ricardo previamente había sido liberado con anticipación de la cárcel meses antes y obligado a cumplir prisión domiciliaria en mayo del 2020 debido a la contingencia sanitaria por la Pandemia de Covid-19.

## Filmografía
| Año       | Título                                              | Rol                              | Notas                                       |
| --------- | --------------------------------------------------- | -------------------------------- | ------------------------------------------- |
| 2002      | Power Rangers Wild Force                            | Cole Evans/Red Wild Force Ranger | Elenco principal, serie de TV               |
| 2003      | ER                                                  | Aidan Fenwick                    | Invitado 1 episodio, serie de TV            |
| 2004      | CSI: Miami                                          | Lance                            | Invitado 1 episodio, serie de TV            |
| 2005      | Kept                                                | El mismo/Participante            | Elenco principal, Programa de telerrealidad |
| 2005      | Confessions of a Pit Fighter                        | David Castillo                   | Elenco principal, película                  |
| 2008      | Parasomnia                                          | Officer                          | Elenco secundario, película                 |
| 2011–2012 | Power Rangers Samurai / Power Rangers Super Samurai | Deker                            | Elenco secundario, serie de TV (voz)        |
| 2012      | Bad Blood                                           | Mark                             | Elenco principal, película                  |
| 2012      | Power Rangers Samurai: A New Enemy (vol. 2)         | Deker                            | Elenco principal, película de TV (voz)      |